# Championnats du monde de duathlon 1997
Navigation
Édition précédente Édition suivante
Les Championnats du monde de duathlon 1997 présentent les résultats des championnats mondiaux de duathlon en 1997 organisés par la fédération internationale de triathlon.
Ces 8e championnats se sont déroulés à Guernica en Espagne le 13 septembre 1997.

## Distances parcourues
| Distances course (kilomètres) | Distances course (kilomètres) | Distances course (kilomètres) |
| Course à pied                 | Cyclisme                      | Course à pied                 |
| ----------------------------- | ----------------------------- | ----------------------------- |
| 10                            | 40                            | 5                             |

## Résultats

### Élite
| Rang               | Athlète        | Pays      | Temps           |
| ------------------ | -------------- | --------- | --------------- |
| Médaille d'or      | Jonathan Hall  | Australie | 1 h 48 min 15 s |
| Médaille d'argent  | Yann Millon    | France    | 1 h 50 min 24 s |
| Médaille de bronze | Nicolas Lebrun | France    | 1 h 50 min 30 s |

| Rang               | Athlète              | Pays      | Temps           |
| ------------------ | -------------------- | --------- | --------------- |
| Médaille d'or      | Irma Heeren          | Pays-Bas  | 2 h 01 min 19 s |
| Médaille d'argent  | Michelle Dillon      | Australie | 2 h 03 min 14 s |
| Médaille de bronze | Virginia Berasategui | Espagne   | 2 h 03 min 44 s |

### Junior
| Rang               | Athlète              | Pays     | Temps           |
| ------------------ | -------------------- | -------- | --------------- |
| Médaille d'or      | Benny Vansteelant    | Belgique | 1 h 56 min 45 s |
| Médaille d'argent  | Alejandro Santamaria | Espagne  | 1 h 57 min 34 s |
| Médaille de bronze | Rutger Beke          | Belgique | 1 h 57 min 40 s |

| Rang               | Athlète           | Pays      | Temps           |
| ------------------ | ----------------- | --------- | --------------- |
| Médaille d'or      | Rebekah Keat      | Australie | 2 h 11 min 54 s |
| Médaille d'argent  | Clara Arribas     | Espagne   | 2 h 20 min 38 s |
| Médaille de bronze | Kristine Chambers | Canada    | 2 h 21 min 07 s |

## Tableau des médailles
| Rang  | Nation    | Or | Argent | Bronze | Total |
| ----- | --------- | -- | ------ | ------ | ----- |
| 1     | Australie | 2  | 1      | 0      | 3     |
| 2     | Belgique  | 1  | 0      | 1      | 2     |
| 3     | Pays-Bas  | 1  | 0      | 0      | 1     |
| 4     | Espagne   | 0  | 2      | 1      | 3     |
| 5     | France    | 0  | 1      | 1      | 2     |
| 6     | Canada    | 0  | 0      | 1      | 1     |
| Total | Total     | 4  | 4      | 4      | 12    |